# 斯韦勒·法斯塔
斯韦勒·法斯塔（挪威語：Sverre Farstad，1920年2月8日—1978年3月27日），生于特隆赫姆，挪威男子速度滑冰运动员。他曾代表挪威获得1948年冬季奥运会速度滑冰比赛男子1500米金牌。